# Carex rieseana
Carex rieseana là một loài thực vật có hoa trong họ Cói. Loài này được Figert mô tả khoa học đầu tiên năm 1904.